# The Mindbenders
I The Mindbenders (inizialmente conosciuti come Wayne Fontana and the Mindbenders) sono stati un gruppo musicale Beat inglese degli anni sessanta, proveniente da Manchester. Il gruppo fu una delle band che protagoniste della British Invasion, periodo in cui i gruppi inglesi scalavano le classifiche americane.

## Storia del gruppo
Wayne Fontana fondò il gruppo con Bob Lang, Ric Rothwell ed Eric Stewart nel 1963. Il nome della band è ispirato al titolo di un film con Dirk Bogarde dello stesso anno, chiamato appunto "The Mind Benders". Dopo una serie di singoli sfortunati, il successo arrivò nel 1964 con Um Um Um Um Um Um, che ottenne un ottimo riscontro di vendite in Gran Bretagna. Riuscirono anche a ottenere una hit da primo posto negli Stati Uniti d'America con The Game of Love nel 1965.
Dopo un tour negli Stati Uniti e alcuni altri singoli di scarso successo, Fontana lasciò improvvisamente la band durante un concerto nel 1965 e si dedicò in seguito alla carriera solista. Il gruppo cambiò immediatamente il nome in The Mindbenders e il chitarrista Eric Stewart divenne il nuovo cantante.
Nel 1967 comparvero (soltanto in tre) in un ruolo cammeo nel film To Sir, with Love, eseguendo la loro It's Getting Harder All the Time.

## Componenti
- Wayne Fontana - Cantante - (vero nome Glyn Geoffrey Ellis, nato il 28 ottobre 1945, a Manchester).
- Bob Lang - Bassista - (nato il 10 gennaio 1946, a Manchester).
- Eric Stewart - Chitarrista / Cantante - (nato il 20 gennaio 1945 a Droylsden, Manchester).
- Ric Rothwell - Batterista - (nato l'11 marzo 1944, a Stockport).

## Discografia

### Album in studio
- 1964 - It's Wayne Fontana and the Mindbenders
- 1965 - The Game of Love
- 1966 - Erik, Rick, Wayne, Bob
- 1966 - The Mindbenders
- 1966 - A Groovy Kind of Love
- 1967 - With Woman in Mind

### Singoli

#### Wayne Fontana and the Mindbenders
- 1963 - Hello Josephine
- 1964 - Stop Look and Listen
- 1964 - Um Um Um Um Um Um
- 1965 - Game of Love
- 1965 - Just a Little Bit Too Late
- 1965 - She Needs Love

#### Mindbenders
- 1966 - A Groovy Kind of Love
- 1966 - Can't Live with You (Can't Live without You)
- 1966 - Ashes to Ashes
- 1967 - The Letter

#### Wayne Fontana
- 1965 - It Was Easier to Hurt Her
- 1966 - Come On Home
- 1966 - Goodbye Bluebird
- 1966 - Pamela Pamela